# Emissione Auger
L'emissione Auger, o anche effetto Auger-Meitner (pronuncia /ˡɔːʒɚ/), è un processo competitivo all'emissione di raggi X a seguito del bombardamento di una sostanza con elettroni o fotoni di sufficiente energia.
Scoperto da Lise Meitner nel 1923, fu il fisico francese Pierre Victor Auger a studiare e descrivere dettagliatamente il fenomeno, nel 1925. Mentre l'effetto fotoelettrico interno è dovuto all'emissione di un fotone trasverso che viene riassorbito dal medesimo atomo, l'effetto Auger è dovuto alla interazione coulombiana fra gli elettroni, cioè allo scambio di un fotone longitudinale, e non rispetta le stesse regole di selezione.

## Meccanismo

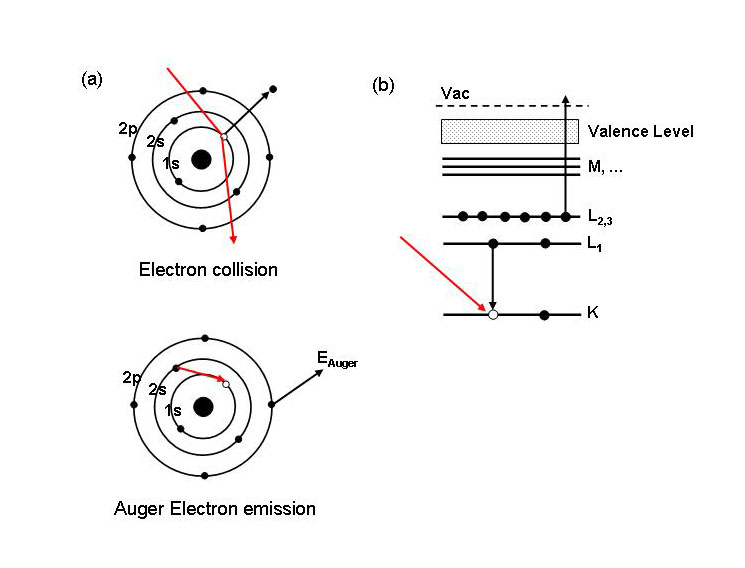
Rappresentazioni dell'effetto Auger. Parte (a): descrizione sequenziale della transizione Auger in termini di energia degli orbitali atomici (incremento radiale). Parte (b): medesima descrizione in forma condensata attraverso la notazione spettroscopica.

Quando un atomo viene colpito da un elettrone (o fotone) di energia sufficientemente elevata può avvenire che un elettrone degli strati più interni (elettrone di core) venga espulso originando una lacuna elettronica. La configurazione risultante corrisponde ad un sistema atomico di tipo metastabile.
Un elettrone appartenente ad un livello energetico più esterno va ad occupare la vacanza creatasi, processo a cui corrisponde un conseguente rilascio di energia. Questa energia viene ceduta ad un terzo elettrone, del guscio più esterno, che riesce così a raggiungere il livello di vuoto e a fuoriuscire dalla materia. Questo processo rappresenta l'emissione Auger e l'elettrone espulso in seguito a tale fenomeno è detto elettrone Auger.
L'energia cinetica dell'elettrone Auger espulso si ottiene dalla seguente relazione:
{\displaystyle E_{cinetica}=E_{2}-E_{1}-E_{B}-\phi }
dove:
- {\displaystyle E_{1}} è l'energia del livello atomico su cui vi è la vacanza che determina lo stato metastabile dell'atomo.
- {\displaystyle E_{2}} è l'energia del livello energetico che occupava il secondo elettrone prima di andare a riempire il posto liberatosi.
- {\displaystyle E_{B}} è l'energia di legame del terzo elettrone, in presenza della lacuna nel livello atomico di energia {\displaystyle E_{1}}, che verrà emesso per effetto Auger.
- {\displaystyle \phi } è la funzione lavoro del materiale.

In questo modo l'energia dell'elettrone Auger è positiva, poiché l'energia degli stati legati di un atomo è negativa.
L'effetto Auger è alla base della spettroscopia Auger (AES), una tecnica di analisi di superficie.